# 13770 Commerson
13770 Commerson eller 1998 ST145 är en asteroid i huvudbältet som upptäcktes den 20 september 1998 av den belgiske astronomen Eric W. Elst vid La Silla-observatoriet. Den är uppkallad efter den franske läkaren Philibert Commerson.
Asteroiden har en diameter på ungefär 4 kilometer.